# Pudel
Termenul pudel (sau caniș, din franceză caniche) definește un grup de rase de câini format din Pudel Standard, Pudel în miniatură și Pudel Toy. Originea rasei este încă discutabilă, generându-se o dispută dacă pudelul provine din Germania sau din franțuzescul Barbet.
Pe locul al doilea ca cel mai inteligent câine de rasă, chiar în spatele Border Collie, pudelul are multe abilități la jocurile pentru câini, inclusiv agilitate, supunere, abilități de urmărire , performanțe de circ sau capacitatea de a ghida pe cineva. Pudelii au luat onoruri de top în multe competiții canine, inclusiv "Best in Show" la Westminster Kennel Club Dog Show în 1991 și 2002, și la World Dog Show, în 2007 și 2010.
Pudelii Toy au câștigat "Best in Show" la Crufts în 1966 și 1982. Pudelii Standard au obținut premiu în 1955, 1985, 2002 și 2014. Câștigătorul din 2002 a venit din Norvegia și a fost primul exemplar străin care a câștigat premiul la Crufts.

## Istoria

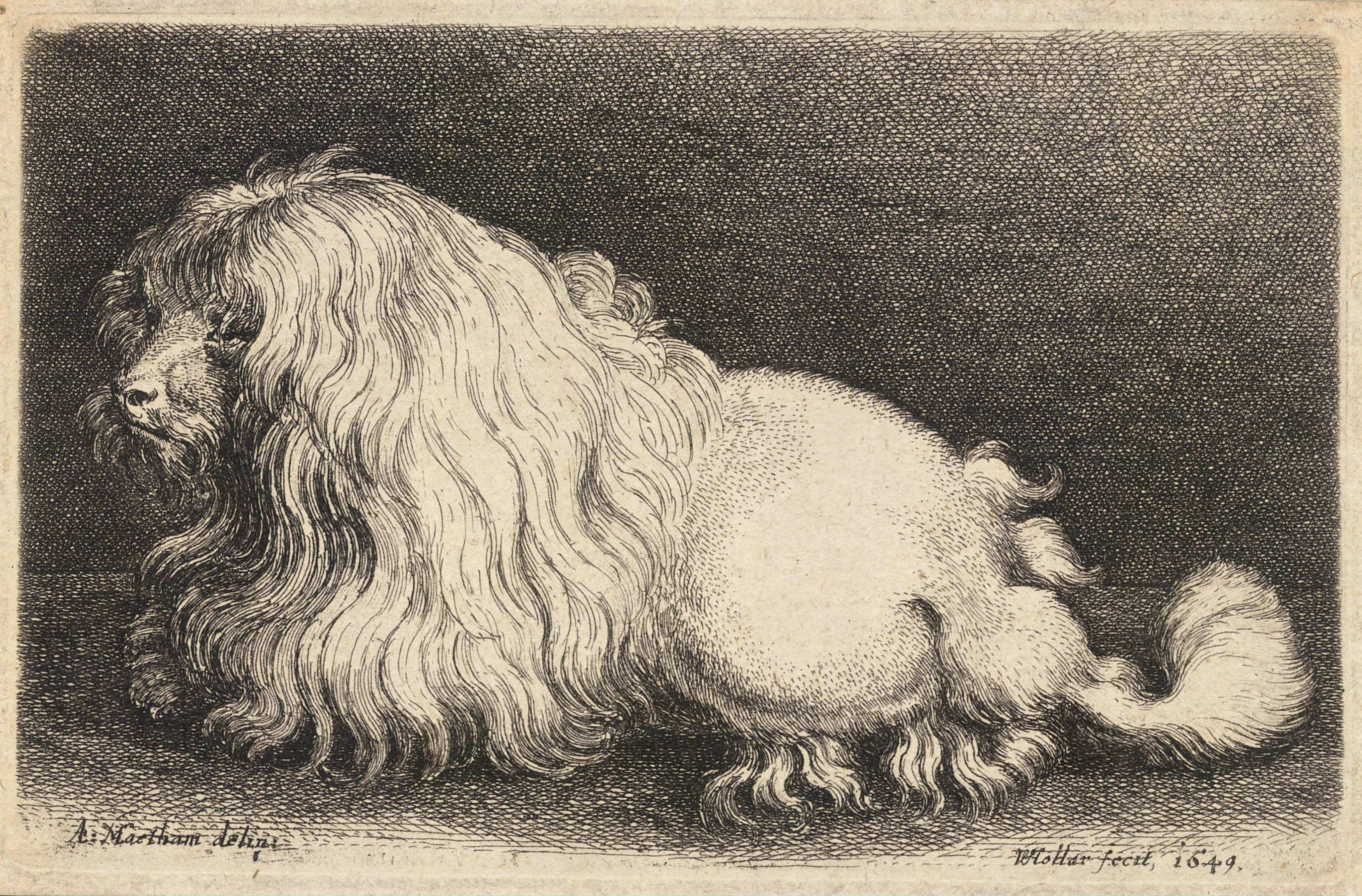
O gravură de pudel din sec. al XVII-lea

Continentul European central a recunoscut rasa pudel cu mult înainte ca aceasta să fi fost adusă în Anglia. Desenele artistului german Albrecht Dürer au stabilit populara imagine a rasei în secolele 15 și 16. Acesta a fost principalul câine de companie la sfârșitul secolului al 18-lea în Spania, după cum arată picturile artistului spaniol Francisco Goya. Franța a avut pudeli toy ca rasă favorită în timpul domniei lui Ludovic al XVI-lea în aproximativ aceeași perioadă.

## Dimensiunea
Pudelul a fost crescut în cel puțin trei dimensiuni, inclusiv Standard, Miniatură și Toy. Potrivit clubului American Kennel, care a recunoscut rasa în 1887, Pudelul Standard este cea mai veche dintre cele trei soiuri, și a fost mai târziu crescut în dimensiunile miniatură și toy. Clubul Britanic Kennel, recunoaște, de asemenea trei dimensiuni, spunând că cei în miniatură și toy sunt versiuni mai mici ale standardului. Federația Chinologică Internațională (FCI) recunoaște patru dimensiuni ale rasei: standard, mediu, miniatură și toy. Pudelii există în multe variante de culori. Chiar dacă se crede că Pudelul Standard trăiește mai mult decât celelate soiuri, unele dovezi arată că cele mai mici tipuri nu trăiesc cu mult mai puțin.

## La muncă și la sport
În mod tradițional, Pudelul Standard, cel mai mare al rasei, a fost un retriever sau un câine de vânătoare, folosit în special pentru vânătoarea de rațe și uneori alte tipuri de păsări. Pudelul Standard păstrează multe din trăsăturile rasei originale apreciate de către proprietarii lor: inteligența care face câinele ușor de  comandat, picioare palmate care îl fac un agil înotător (strămoșii și descendenții pudelului au împărtășit dragostea de apă), rezistență atletică și rezistență la umiditate, părul creț care acționează ca o haină de lână în condiții umede. Spre a doua jumătate a secolului al XIX-lea, utilizarea lor în vânătoare a scăzut în favoarea utilizării lor în circuri și simboluri ale statutului de bogat, astfel încât, până în secolul al 20-lea au fost folosiți doar ca însoțitori sau câini de circ.

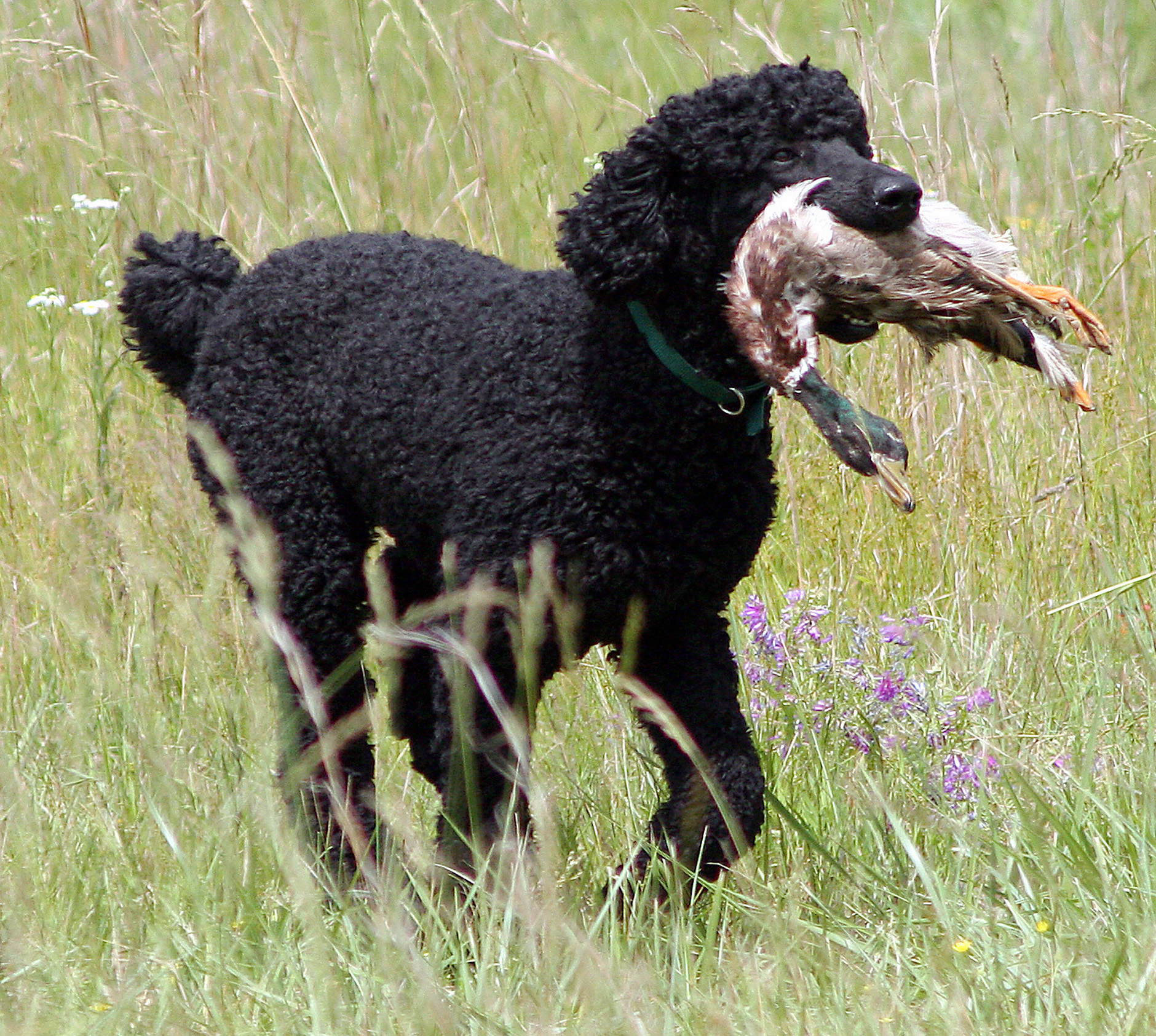
Pudel aducând o rață

## Descriere

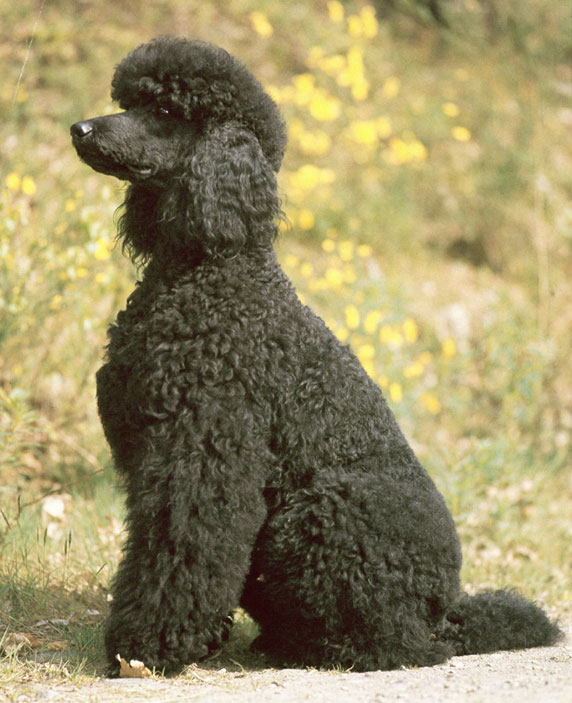
Pudelul negru standard

### Aspectul
Pudelul este un câine activ, inteligent și elegant, bine construit și bine proporționat. Pentru a asigura aspectul dorit, lungimea corpului, măsurată de la stern până la fund aproximează înălțimea de la cel mai înalt punct de pe umeri până la sol. Ochii ar trebui să fie foarte închiși, de formă ovală, și au o notă de expresivitate și inteligență. Urechile ar trebui să se plieze aproape de cap, la același nivel, sau puțin mai jos, la nivelul ochilor. Blana ar trebui să fie de un onduleu natural cu textura densă, deși cele mai multe studii înregistrate ale AKC arată câinii ca având o tunsoare cu coroana ca a unui leu și restul corpului tuns scurt. 

### Blana
În cele mai multe cazuri, dacă un pudel este într-o companie sau show clip, părul este complet periat. Părul pudelului poate fi, de asemenea, asemănător cu aspectul unui covor cu fire lungi precum cele ale unui Komondor sau precum stylingul dreadlocks. 

Different clips
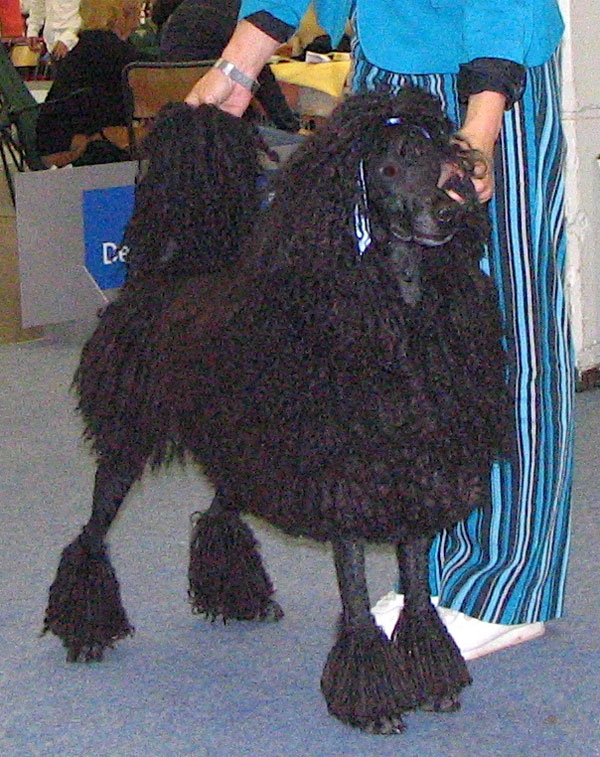
Pudel standrad tip "cordon"
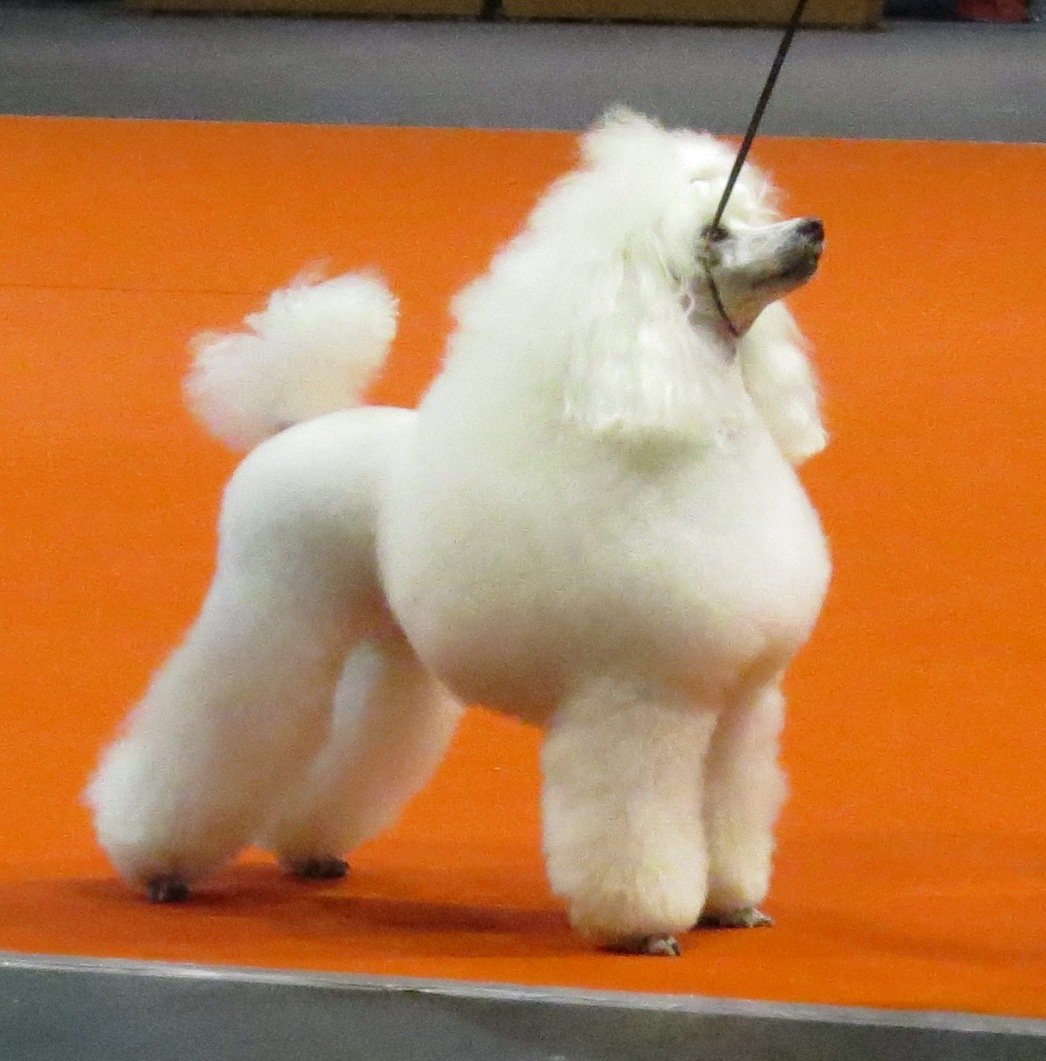
Pudel Toy din Scandinavia
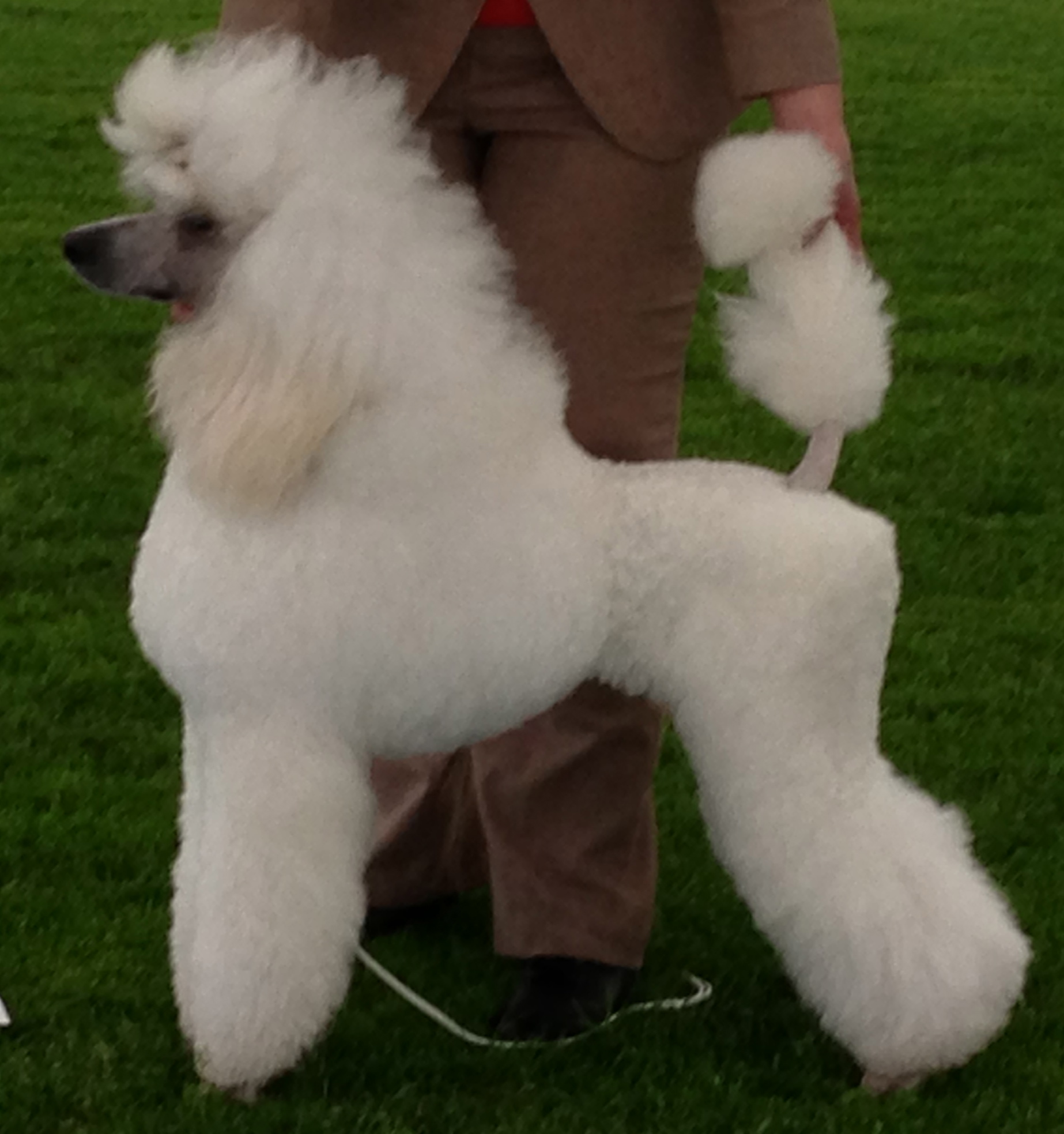
Pudelul alb standard scandinav, cu coada andocată
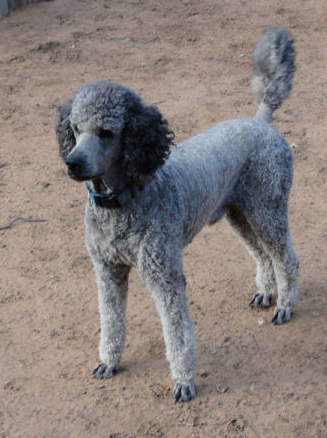
Pudel standard masculin argintiu
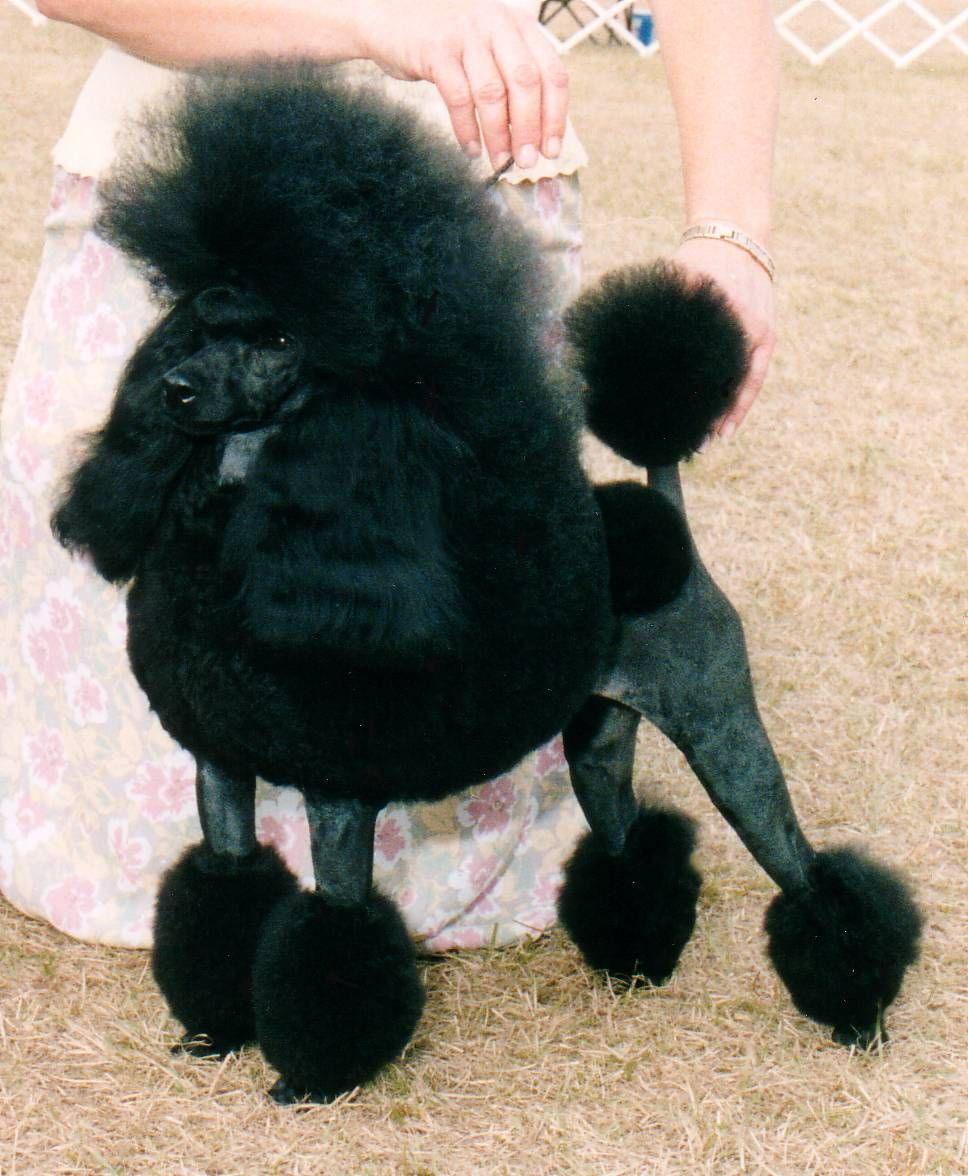
Pudel negru continental în miniatură
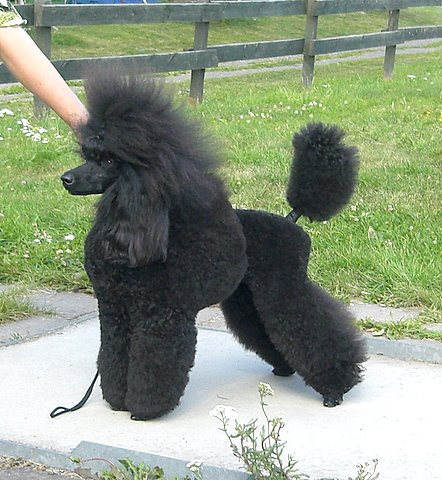
Pudel Scandinav
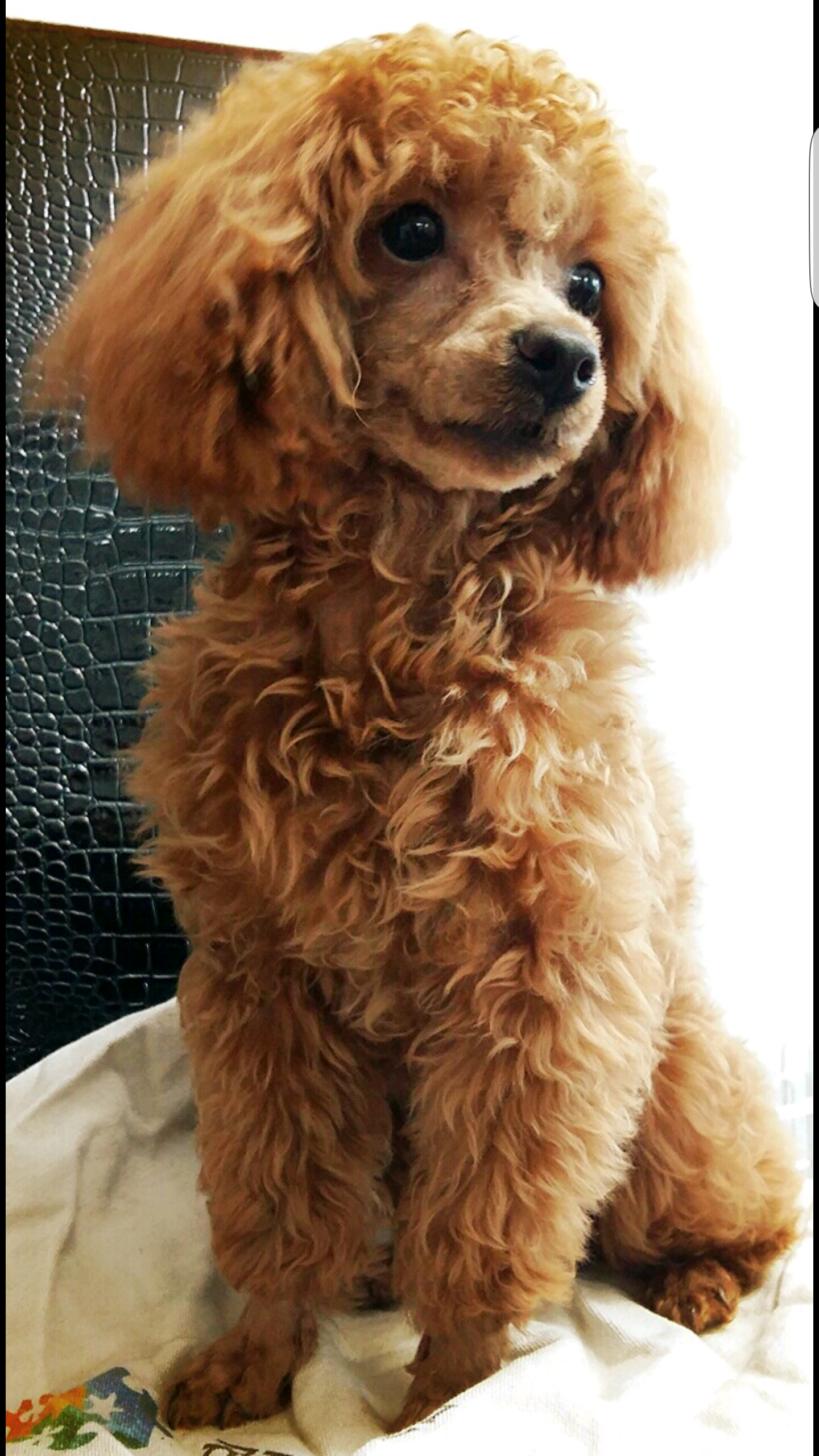
Pudel Toy